# برودريك سارجنت
برودريك سارجنت (بالإنجليزية: Broderick Sargent)‏ هو لاعب كرة قدم أمريكية أمريكي، ولد في 16 سبتمبر 1962 في وكساهاتشي في الولايات المتحدة.

## وصلات خارجية
- برودريك سارجنت على موقع مرجع كرة القدم المحترفة.كوم (الإنجليزية)